# Cachoeira do Piriá
Cachoeira do Piriá este un oraș în Pará (PA), Brazilia.